# 陈有德
陈有德（1919年—2020年6月26日），男，土家族，湖南大庸人，中国人民解放军人物。

## 生平
1934年参加中国工农红军，任红六军团十六师四十六团二营营部通信班长。1940年10月加入中国共产党，先后参加长征及抗日战争、第二次国共内战。
中华人民共和国成立后，陈有德曾担任龙山县人武部部长等职。1953年2月，国民党派飞机空投四名特务到湘西龙山县，龙山县公安局长孟昭珍、县武装部长陈有德率部前往明溪，发动当地四千名民兵在四坝周围围捕。2月28日双方在马鹿塘交火，四名特务一人被击毙、一人受伤，剩余两人投降。此外被缴获发报机、发电机、地图、仿刻公章、黄金等。
1965年9月，陈有德离休。1988年，陈有德被授予“中国人民解放军二级红军功勋”荣誉章。
2020年6月26日下午15：45，中国人民解放军湖南省军区长沙第二干休所岳阳服务站老红军陈有德，因病医治无效，在中国人民解放军中部战区总医院逝世，享年101周岁。